# Arachosinella
Arachosinella es un género de arañas araneomorfas de la familia Linyphiidae. Se encuentra en el Este de Asia, Asia Central y la vecina Rusia. 

## Lista de especies
Según The World Spider Catalog 12.0:
- Arachosinella oeroegensis Wunderlich, 1995
- Arachosinella strepens Denis, 1958